# Borek (Vysočina)
Borek é uma comuna checa localizada na região de Vysočina, distrito de Havlíčkův Brod.